# Arany János Emlékmúzeum
Az Arany János Emlékmúzeum (románul Muzeul Memorial „Arany János”) Románia legrégibb magyar irodalmi múzeuma Nagyszalontán, az Arany Jánosra vonatkozó emlékek legjelentősebb gyűjtő- és megőrző helye. Széll Kálmán kezdeményezte 1882-ben, néhány nappal a költő halála után, s az e célra alakult Arany Emlékbizottság széles társadalmi erőket mozgósított.

## Története

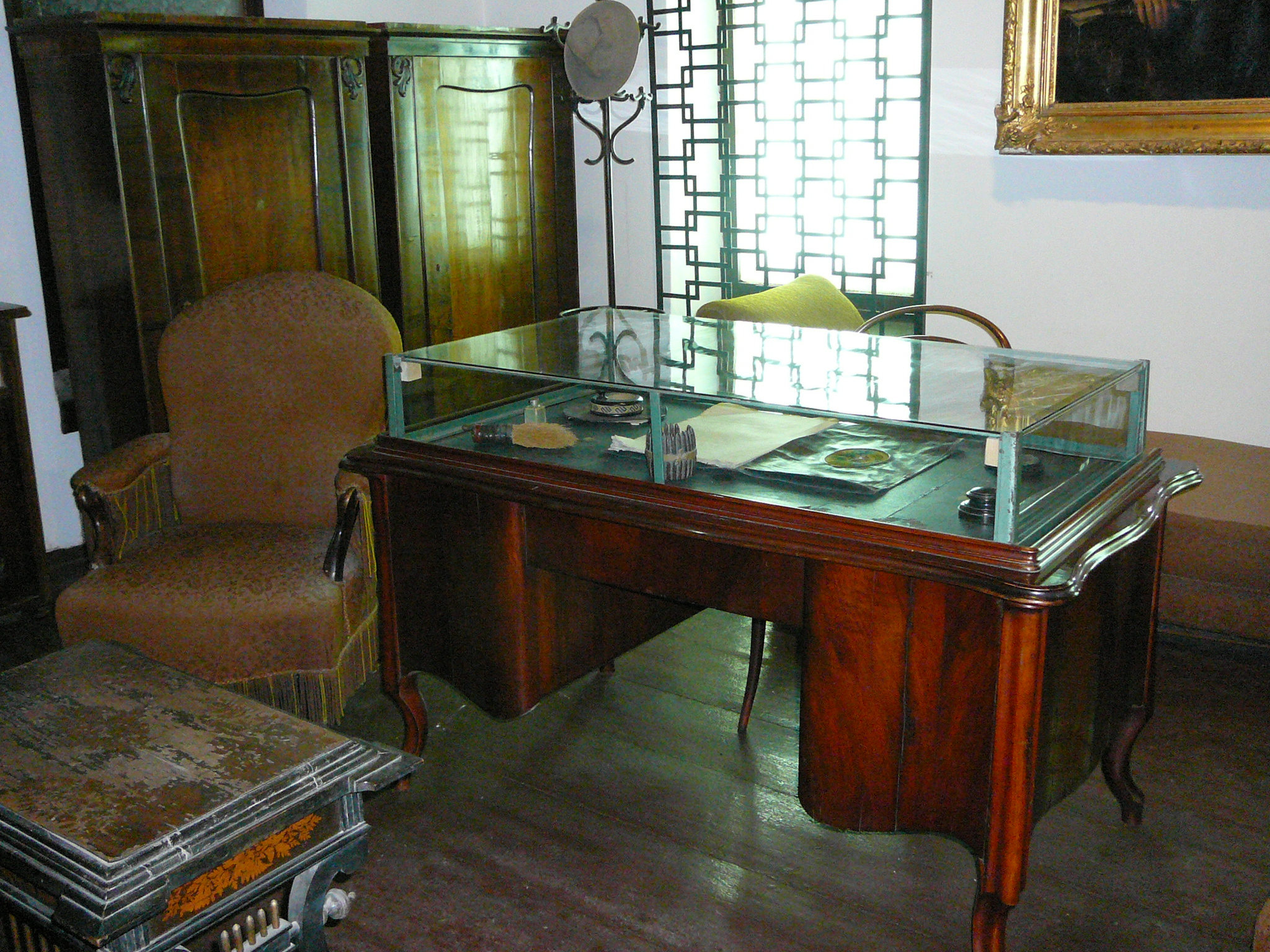
Arany rekonstruált dolgozószobája a nagyszalontai Emlékmúzeumban

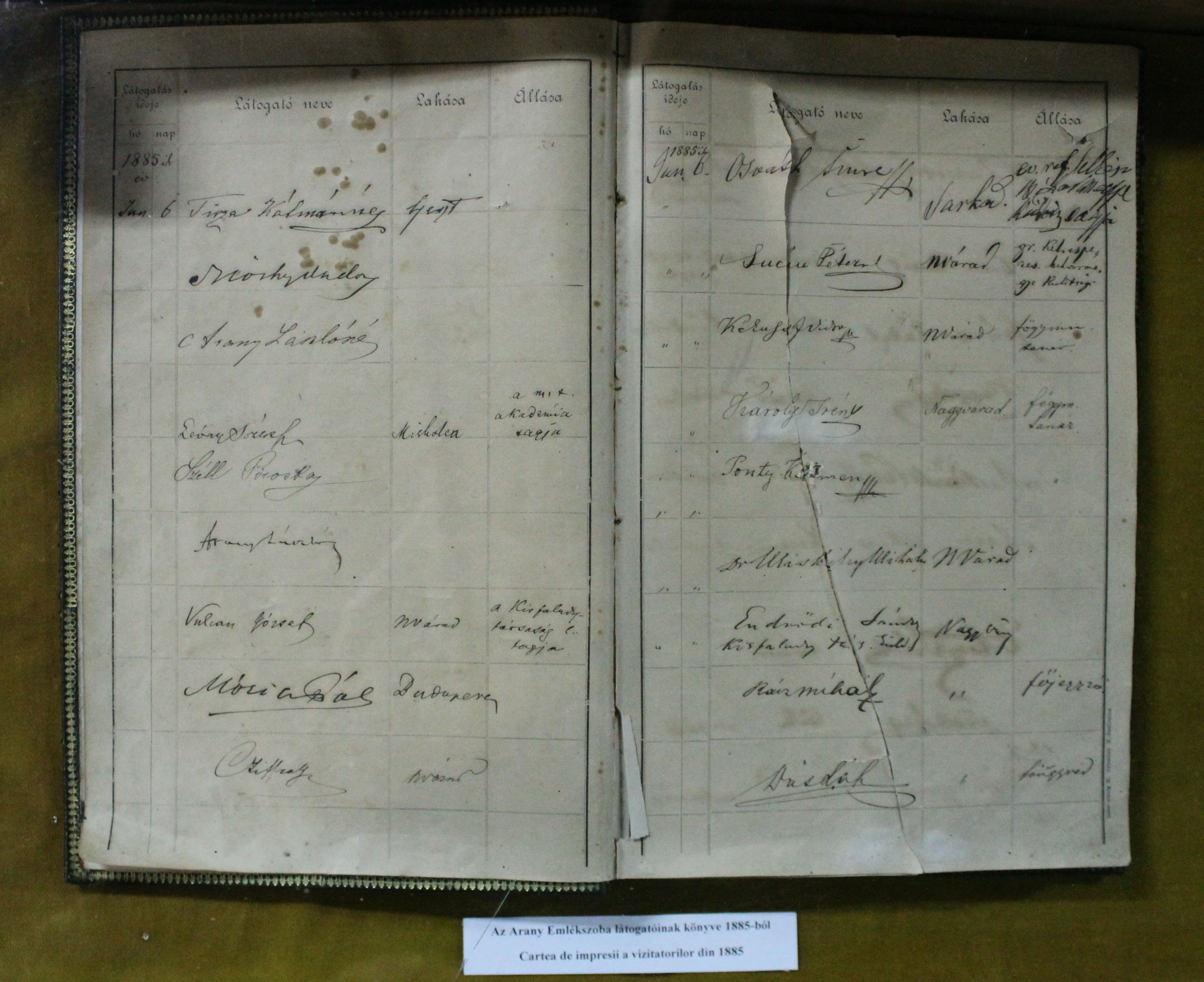
Az egykori Arany János Emlékszoba látogatói könyvének első bejegyzései, 1885. január 6.

Megalapítását Arany László tette lehetővé, amikor 1885-ben a szülővárosnak ajándékozta apja bútorait, ruháinak és könyvtárának jelentős részét. Ideiglenes jelleggel a közeli gimnázium egyik helyiségében jött létre 1885-ben az Arany-emlékszoba.
1899-ben a gyűjteményt áthelyezték a múzeummá alakított Csonkatoronyba, amelynek bejáratát 1907-től Kolozsvári Szeszák Ferenc Arany-szobra díszíti. Az Emlékbizottságból a múzeum gondozására alakult Arany Emlékegyesület nemcsak az Arany-ereklyéket gyűjtötte össze, hanem a helyi értelmiség segítségével élénk irodalomtörténeti, népköltészeti, néprajzi és helytörténeti munkába is kezdett; gondozásában jelent meg Nagyváradon 1919-ben Visky Károly Arany népe c. tanulmánya, majd 1930-ban Radó Pál Arany-monográfiája. 1944 őszén háborús károk érték a múzeumot. 1957-ben a költő születésének 140. évfordulója alkalmából került sor újjárendezésére és kibővítésére.
A múzeum dokumentációs anyagában található 661 eredeti Arany-kézirat, 133 a költőhöz írott levél, az Arany család levelezésének 101 darabja, a költővel és családjával kapcsolatos 36 egyéb irat, 45 fénykép Aranyról, családtagjairól, barátairól és 595 kéziratmásolat (fotókópia, mikrofilm). Ezekhez járul a költő könyvtárának 1754, leánya, Arany Juliska könyvtárának 122 darabja, a költő munkáinak számos hazai és külföldi kiadása, idegen nyelvű fordítása, a róla szóló monográfiák és az 1945 óta megjelent tanulmányok, közlemények gyűjteménye.
Népművelő szerepe mellett az Arany János Emlékmúzeum a tudományos Arany-kutatások műhelye is. A költő szalontai vonatkozásainak feltárásával s a múzeum értékeinek ismertetésével Debreczeni István szolgálta fél évszázadon át az Arany-kultuszt; az irodalomtörténeti és ereklyeanyag gyűjtésében és a kutatómunkában szerepet játszanak az Arany János Emlékmúzeum igazgatói, köztük Dánielisz Endre (1955-66), Wagner István (1966-69), Fábián Imre (1969-71), Rednik Klára (1972-75), később Zuh Imre.
Az évtizedek során nagyon leromlott állagú épületet a 2017-es Arany János-emlékév keretében a magyar állam költségén, a Petőfi Irodalmi Múzeum lebonyolításában újították föl. Átadására 2018. március 15-én került sor. Az épület renoválása és modernizálása keretében alakították ki az új, korszerű Arany-kiállítást, melynek kurátora Vaderna Gábor irodalomtörténész (ELTE).
2019-ben részben az épület falai között forgatták Arany János műve nyomán a Toldi című ifjúsági filmet Kovács Vanda, Koncz Gábor, és Reviczky Gábor főszereplésével.